# Wellington Classic 1992
Il Wellington Classic 1992 è stato un torneo di tennis giocato sul cemento. È stata la 5ª edizione del Torneo di Wellington, che fa parte della categoria World Series nell'ambito dell'ATP Tour 1992 e della categoria Tier V nell'ambito del WTA Tour 1992. Si è giocato a Wellington in Nuova Zelanda dal 30 dicembre 1991 al 5 gennaio 1992.

## Campioni

### Singolare maschile
Jeff Tarango ha battuto in finale  Aleksandr Volkov con il punteggio di 6–1, 6–0, 6–3

### Singolare femminile
Noëlle van Lottum  ha battuto in finale  Donna Faber con il punteggio di 6–4, 6–0

### Doppio maschile
Jared Palmer /  Jonathan Stark hanno battuto in finale  Michiel Schapers /  Daniel Vacek  6–3, 6–3

### Doppio femminile
Belinda Borneo /  Clare Wood hanno battuto in finale  Jo-Anne Faull /  Julie Richardson con il punteggio di 6–0, 7–6